# Dendrorchis acutifolia
Dendrorchis acutifolia là một loài thực vật có hoa trong họ Lan. Loài này được (Lindl. ex Kuntze) Kuntze mô tả khoa học đầu tiên năm 1891.